# 차이 핸슨
차이 핸슨(영어: Chai Hansen)은 오스트레일리아의 배우이다.